# 薩爾米恩托縣 (聖地亞哥-德爾埃斯特羅省)

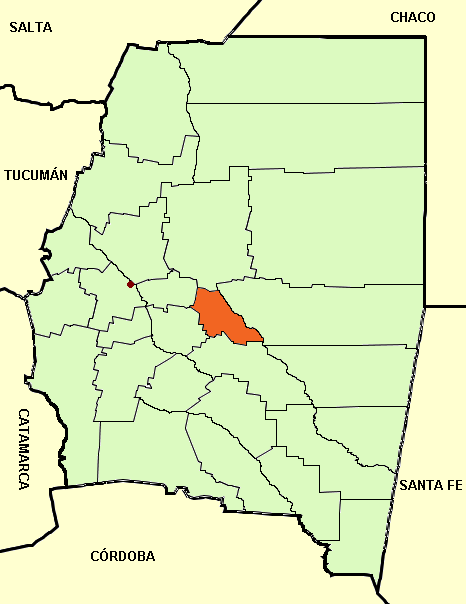

28°9′7″S 63°32′19″W / 28.15194°S 63.53861°W
薩爾米恩托縣（西班牙語：Departamento Sarmiento），是阿根廷的縣份，位於該國北部聖地亞哥-德爾埃斯特羅省，首府是加爾薩，海拔高度116米，該地區的地震活動頻繁和低強度，2010年人口2,584。